# Produktion
Produktion är ett begrepp som i allmän mening oftast betecknar ett mätbart resultat av någon form av tillverkning (av en vara eller en tjänst). Inom ekonomi kan begreppet produktion exempelvis syfta på industriell produktion, livsmedelsproduktion eller tjänsteproduktion och de som utför detta är producenter. 
Begreppet produktion kan även ha betydelsen av en TV-produktion, video- eller filmproduktion och avser då hela projektet, inkluderande planering, inspelning, filmklippning och slutprodukten. Dessutom kan det också avhandla teaterproduktioner på samma sätt.
Inom systemutveckling och programmering brukar man säga "produktion" eller "produktionsmiljö" om den/de servrar som kör en skarp version av mjukvara som används i verksamheten.